# Z-84衝鋒槍
恆星Z-84（英語：Star Z-84）是一款由西班牙現已解散的槍械製造商恆星博尼法喬埃切維里亞公司所設計和生產的冲锋枪，發射9×19毫米帕拉貝倫口徑手枪子彈。
Z-84是一枝堅固的精心設計的武器，但由於政治原因，卻從來沒有大量生產。由於本來是為了讓潛水人員使用而生產的，Z-84可以在出水以後立即使用，而不需要排空工作部件或彈匣。

## 歷史
恆星公司研製的衝鋒槍類武器是以納粹德國MP40冲锋枪那種成功的設計作為基礎。但當他們意識到他們不能一遍又一遍地重建相同樣性質的武器以後，他們運用現代設計和工程完全從頭開始並且建製出結構類似於烏茲衝鋒槍的新武器。1970年代後，恆星公司研製了Z-75衝鋒槍；1980年代中期，又在Z-75的基礎上研製出Z-84衝鋒槍，用於取代西班牙軍隊原裝備的Z-62和Z-70B。
在設計Z-84的同時間，恆星公司建製及導入大量廉價的手槍，並且進口美國。但是，1994年聯邦突擊武器禁制法案（簡稱：AWB，現已廢除），禁止他們的許多武器設計的進口。這對於恆星公司造成了毀滅性打擊，並導致們最終在1996年破產。公司破產之前才生產了不到1,000枝Z-84，但許多槍在試驗的基礎被銷往各個在南美洲和中美洲的國家。
因為最初就是因應西班牙特種部隊需要一款供蛙人使用、從水中取出以後立刻就能射擊的新型衝鋒槍的要求的研製的，它被發現在兩棲作戰的表現可靠，Z-84至今仍然被伊朗Takavaran突击队所採用。雖然Z-84在國內本身在很大程度上被HK MP5冲锋枪所取代，但至今仍被西班牙海軍、衛隊和警察部隊單位所採用。在西班牙軍隊中，Z-84被俗稱為“澤塔”。

## 設計細節
Z-84是一枝9×19毫米鲁格口徑、反沖作用操作、全自動開放式槍栓武器。運動部件少使它是一枝操作和維護都簡單的武器。這也是一枝基本上全由薄钢板衝壓成型及精密壓鑄件兩種加工工藝製造，加上很少需要機械加工就能夠生產的武器，這使它能夠大量生產。其機匣為矩形結構設計，上方覆蓋有一個大型可拆卸式機匣蓋，以便於分解檢查。
Z-84採用“懸臂”式槍栓，這意味著槍機事實上縮進機匣後部，並在槍管上橫越超過76.2毫米（3英吋）。這使得總長度較短，但同時保有一根長槍管，以提高精度。自從首枝大量生產及正式使用該槍機的捷克Sa vz. 23衝鋒槍出現以後，懸臂包絡式槍機已成為在當今許多現代化設計的衝鋒槍以上的一個固定設計，採用該槍機的槍械包括以色列烏茲衝鋒槍、意大利貝瑞塔M12和中國長風衝鋒槍。
Z-84在扳機護環以內的後方設置有手動保險。扳機上方、機匣的左側裝有滑塊式快慢機。快慢機具有全自動射擊和半自動射擊兩個擋位。
Z-84後方一個堅固的折疊式槍托可協助該槍在肩射時增加精度。其瞄準具可調節，並且由大型鋼鐵護耳所保護。瞄準具為翻轉型覘孔式照門，有100公尺與200公尺的設置；而準星則可調節風偏和海拔。

## 使用國
- 伊朗
- 西班牙
- 乌克兰

## 流行文化

### 电影
- 2004年—：由塔哈的心腹所使用。

## 外部連結
- （英文）—Military, Security and Civilian Guns—Star Model Z84 （页面存档备份，存于）
- （英文）—Guns.com—Say "Mucho Gusto" to the Star Z-84, One of the World's Least Known Sub-machine Guns （页面存档备份，存于）
- （英文）—weaponsystems.net—Star Z-84 （页面存档备份，存于）
- （简体中文）—D Boy Gun World（槍炮世界）—Z-84冲锋枪 （页面存档备份，存于）